# Rock'n'Roll Radio (album)
Rock'n'Roll Radio er navnet på det tredje studiealbum fra det danske band, Electric Guitars. Albummet udkom 3. februar 2017 hos Target Records, og havde blandt andet gæstemusikerne Morten Helborn (trommer), Peter Kjøbsted (bass, vokal) og brødrene Jesper (vokal) og Jacob Binzer (guitar) med. Sidstnævnte var også producer på albummet.

## Spor
1. "Rock'n'Roll Radio" - (05:03)
2. "False Flag Operation" - (04:37)
3. "Headless Chicken" - (03:47)
4. "Swagman" - (04:58)
5. "Splinter" - (04:55)
6. "Baby on Ice" - (04:29)
7. "Lucy Glow" - (04:03)
8. "Homewrecking Woman" - (04:53)
9. "Stay Under the Radar" - (04:25)
10. "Back to You" - (05:52)